# Хаммарштен-Янссон, Сигне
Сигне Хаммарштен-Янссон (швед. Signe Hammarsten-Jansson; 1 июня 1882, Ханнас, Швеция — 6 июня 1970, Порвоо, Финляндия) — шведско-финская художница, график, иллюстратор, карикатурист, художник марок. Мать финской писательницы Туве Янссон.

## Биография
Принадлежала к древнему шведскому роду Хаммарштенов, из которого вышло много видных государственных деятелей и знаменитых людей.
В 1901—1905 годах обучалась в Стокгольмском университете, после работала учителем рисования в одной из Стокгольмских школ. В 1910 году отправилась в Париж, где встретила и полюбила 24-летнего финского скульптора Виктор Янссона. В 1913 году вышла за него замуж. В их семье родились дочь Туве Янссон (1914–2001), художница и писательница, всемирно известная благодаря своим книгам о муми-троллях, и сыновья Пер-Улоф (1920–2019), известный фотограф, и Ларс (1926–2000), художник.
В 1915 году вместе с мужем переехала в Финляндию, работала книжным иллюстратором. В 1924 году Сигне Хаммарштен-Янссон стала работать графиком для Банка Финляндии. Сначала занималась разработкой банкнот и облигаций. Позже специализировалась на почтовых марках. Первой её заметной работой в этой области стала марка, посвящённая 700-летию города Турку в 1929 году.
За время работы с 1929 по 1962 год художница создала более 200 почтовых марок Финляндии.

## Избранные работы
- Марка, посвящённая 700-летию города Турку, 1929 г.
- Первая авиапочтовая марка Финляндии, 1930 г.
- Марка, посвящённая Минне Кант, 1944 г.
- Марка, посвящённая Роберту Ивановичу Ребиндеру,  1936 г.
- Марка, посвящённая Арвиду Горну, 1936 г.
- Марка, посвящённая Густаву Морицу Армфельту, 1936 г.

1. ↑  Signe Jansson-Hammarsten // Benezit Dictionary of Artists (англ.) — OUP, 2006. — ISBN 978-0-19-977378-7
2. ↑  Hannäs kyrkoarkiv, Födelse- och dopböcker. Huvudserien, SE/VALA/00125/C I/5 (1868-1883), bildid: A0008677_00077, sida 147
3. ↑  Kuvataiteilijamatrikkeli (фин.)
4. ↑  Salvaje y de espíritu libre, Tove Jansson, la finlandesa más leída y querida fuera de su tierra (исп.) — 2023.